# Tetiana Werezubowa
Tetiana Ołeksandriwna Werezubowa, ukr. Тетяна Олександрівна Верезубова (ur. 8 czerwca 1972 w Kijowie, Ukraińska SRR) – ukraińska piłkarka, grająca na pozycji pomocnika, reprezentantka Ukrainy, a wcześniej ZSRR, trener piłkarski.

## Kariera piłkarska

### Kariera klubowa
W 1991 rozpoczęła karierę piłkarską w Olimp Kijów. W następnym roku otrzymała zaproszenie do Dynama Kijów. W 1994 przeniosła się do Aliny Kijów. W 1995 wyjechała do Rosji, gdzie została zawodniczką Eniergii Woroneż. Po roku wróciła do ojczyzny i w składzie klubu Warna Donieck zdobyła mistrzostwo Ukrainy. Następnie wróciła do Rosji, gdzie potem broniła barw klubów Eniergija Woroneż, Riazań-TNK Riazań, Łada Togliatti. W 2006 zakończyła karierę piłkarską w zespole Rossijanka Krasnoarmiejsk.

### Kariera reprezentacyjna
W 1990 debiutowała w reprezentacji ZSRR. Od 1992 występowała w narodowej reprezentacji Ukrainy, w której pełniła funkcję kapitana drużyny. Debiut w kadrze narodowej zaliczyła 30 czerwca 1992 roku w meczu przeciwko Mołdawii.

## Kariera trenerska
Po zakończeniu kariery piłkarskiej przez 2 lata studiowała w Wyższej Szkole Trenerskiej. Najpierw pomagała trenować juniorską reprezentację Ukrainy U-19, potem pracowała z U-15. 27 lipca 2015 razem z głównym trenerem Wołodymyrem Rewą rozpoczęła szkolić narodową reprezentację Ukrainy.

## Sukcesy i odznaczenia

### Sukcesy piłkarskie
Dynamo Kijów
- mistrz Ukrainy: 1992
- zdobywca Pucharu Ukrainy: 1992

Eniergija Woroneż
- mistrz Rosji: 1995
- zdobywca Pucharu Rosji: 1995

Riazań-TNK Riazań
- mistrz Rosji: 2000

Łada Togliatti
- wicemistrz Rosji: 2002, 2003
- zdobywca Pucharu Rosji: 2002, 2003

Rossijanka Krasnoarmiejsk
- mistrz Rosji: 2005, 2006
- wicemistrz Rosji: 2004
- zdobywca Pucharu Rosji: 2005, 2006

### Sukcesy indywidualne
- najlepsza piłkarka Rosji: 1999
- wybrana do listy 33 najlepszych piłkarek Mistrzostw Rosji: Nr 1 (1995, 2002, 2003, 2004, 2005), Nr 2 (2001, 2006), Nr 3 (2000)

### Odznaczenia
- tytuł Mistrza Sportu Ukrainy